# Booth Tarkington

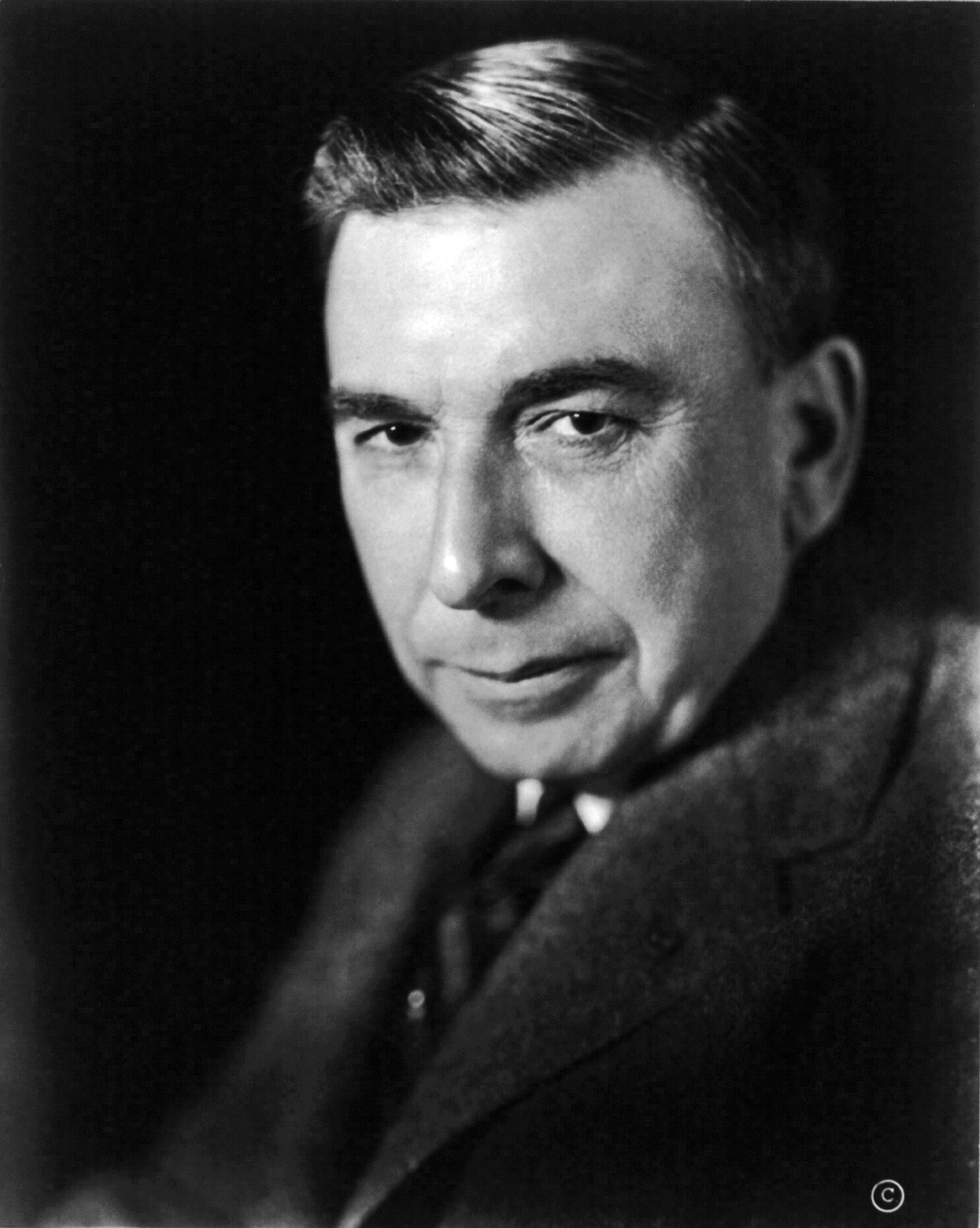
Booth Tarkington, 1922

Newton Booth Tarkington (Indianapolis, 29 juli 1869 – aldaar, 19 mei 1946) was een Amerikaans roman- en toneelschrijver.

## Leven
Tarkington werd geboren in een vooraanstaande politiek-actieve familie in Indianapolis, studeerde enige tijd aan de Purdue-universiteit  en de Universiteit te Princeton, maar voltooide zijn studies niet. Na even een carrière als acteur te hebben beproefd, wijdde hij zich vooral aan het schrijverschap. 
In 1902 nam Tarkington voor de Republikeinen zitting in het Huis van Afgevaardigden van de staat Indiana. Hij maakte vele reizen, ook overzee. Aan het eind van zijn leven werd hij blind. Hij overleed in 1946 op 76-jarige leeftijd.

## Werk
Tarkington debuteerde in 1899 met The gentleman from Indiana, een verhaal over politieke corruptie in een kleine stad in Indiana, welk boek direct als typerend kan worden gezien voor zijn hele verdere oeuvre. Tot aan zijn dood schreef hij zo'n zestig literaire werken van overigens sterk ongelijke kwaliteit: essays, toneelstukken en een veertigtal romans.
Tot Tarkingtons beste werken worden algemeen gerekend:
- In the Arena (1905), waarin hij zijn politieke ervaringen in het Huis van Afgevaardigden beschrijft;
- The Man from Home (1908), een toneelstuk dat lange tijd erg populair was in de Verenigde Staten en in de jaren twintig tweemaal werd verfilmd;
- Penrod (1914), een Tom Sawyer-achtige geschiedenis over een twaalfjarige jongen en zijn hondje;
- The Magnificent Ambersons (1918), deel 2 uit de trilogie Growth, waarin hij het verval van een gefortuneerde aristocratische familie beschrijft;
- Alice Adams (1921), een studie van ‘kleine mensen’ in een kleine stad in het middenwesten.

Voor The Magnificent Ambersons en Alice Adams ontving Tarkington de Pulitzerprijs. The Magnificent Ambersons werd in 2002 gekozen in de Modern-Library lijst van 100 beste Engelstalige boeken uit de twintigste eeuw. Diverse van zijn boeken werden later ook verfilmd.

## Bibliografie

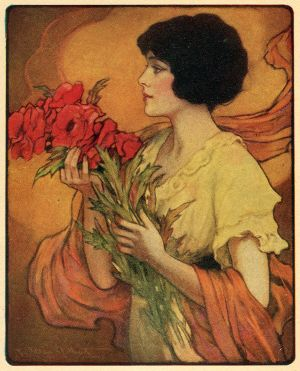
Cover van Gentle Julia, 1922